# Julius Eggeling
Heinrich Julius Eggeling (1842–1918) est professeur de sanskrit à l'université d'Édimbourg de 1875 à 1914, deuxième titulaire de la chaire Regius de sanskrit et secrétaire de la Royal Asiatic Society de Londres.
Eggeling est traducteur et éditeur du Śatapatha brāhmaṇa en 5 volumes de la monumentale série des Livres sacrés de l'Orient éditée par Friedrich Max Müller, auteur de l'article principal sur le sanskrit dans l'Encyclopædia Britannica, et conservateur de la bibliothèque universitaire de 1900 à 1913. En août 1914, il part en vacances dans son Allemagne natale, mais à cause de la Première Guerre mondiale, il ne peut pas en partir avant sa mort en 1918.